# Melito di Napoli
Melito di Napoli is een Italiaanse gemeente, onderdeel van de metropolitane stad Napels, wat voor 2015 nog de provincie Napels was (regio Campanië) en telt 36.031 inwoners (31-12-2004). De oppervlakte bedraagt 3,7 km², de bevolkingsdichtheid is 11383 inwoners per km².

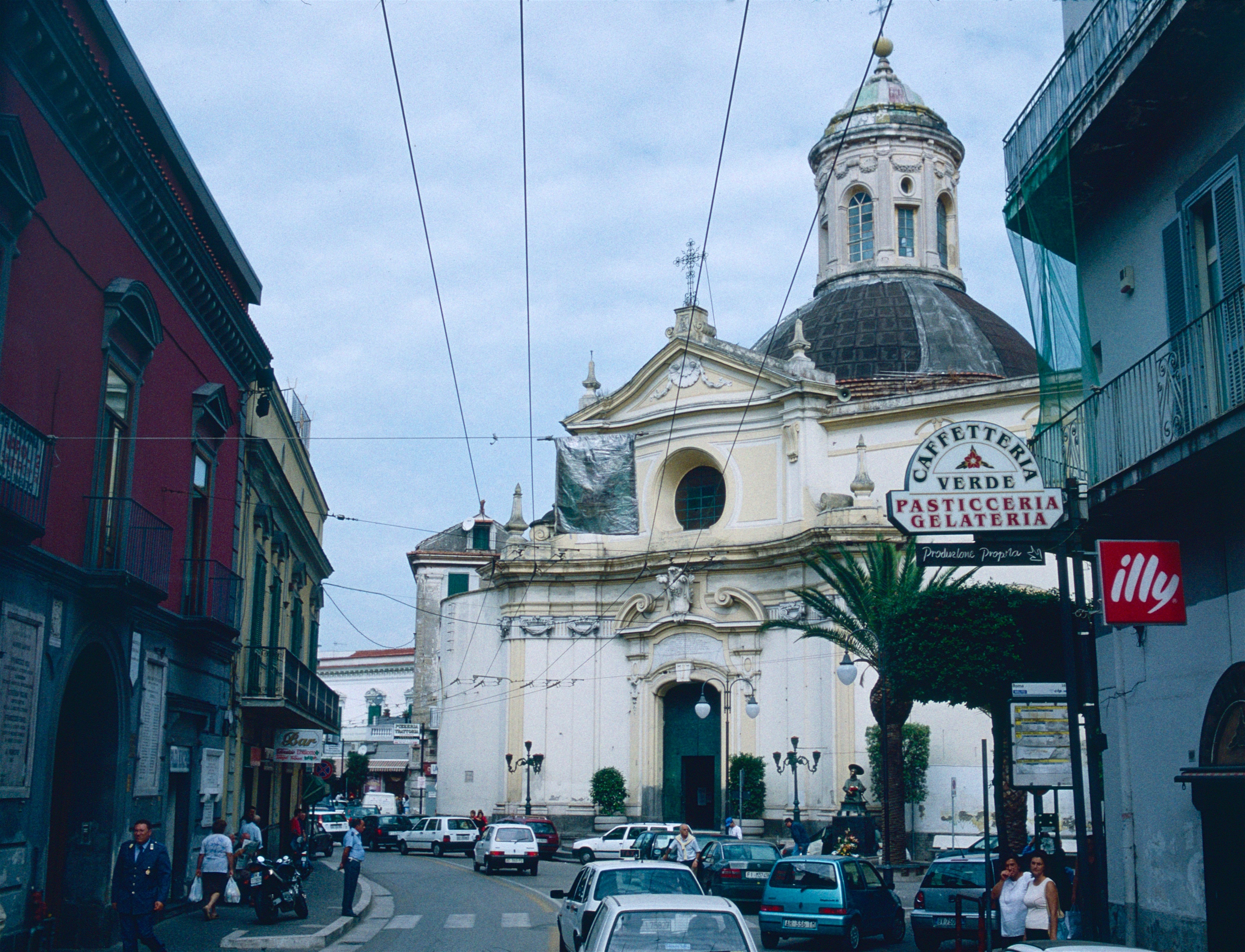
Kerk van Melito di Napoli
Gemeentehuis

## Geografie
Melito di Napoli grenst aan de volgende gemeenten: Casandrino, Giugliano in Campania, Mugnano di Napoli, Napoli, Sant'Antimo.